# Фролова, Ольга Евгеньевна
О́льга Евге́ньевна Фроло́ва (24 апреля 1959, Москва, СССР — 24 января 2022, Москва, Россия) — советский и российский филолог, специалист по этнолингвистике, фольклористике, паремиологии, лингвистике текста, синтаксису, семантике, русскому языку. Доктор филологических наук.

## Биография
Родилась 24 апреля 1959 года в городе Москва. Отец — Евгений Александрович Фролов — инженер, организатор космической отрасли. Мать — Ольга Анатольевна Минеева — авиационный инженер.
В 1981 году с отличием окончила филологический факультет МГУ по специальности русский язык и литература. Дипломная работа: «Дистанция между автором и персонажем в повествовательной прозе А. П. Чехова» Научный руководитель д.ф.н. проф. В. Е. Хализев. В 1996 г. защитила диссертацию на соискание степени кандидата педагогических наук «Содержание и методическая интерпретация категории „пространство“ при обучении толкованию русского прозаического художественного текста». Научный руководитель к.ф.н. С. К. Милославская. В 2008 году защитила диссертацию на соискание учёной степени доктора филологических наук по теме «Референциальные механизмы фольклорного и авторского художественного текста».
В 1982 году поступила на работу в Государственный институт русского языка имени А. С. Пушкина. С 1983 года преподавала ряд дисциплин на филологическом факультете МГУ, в том числе: Исследование текста в специальных целях; стилистика русского языка и культура речи; история русской живописи.
В 2003 г. начала работать в Межкафедральной лаборатории фонетики и речевой коммуникации Филологического факультета МГУ им М. В. Ломоносова, которую возглавила в 2012 г.
Скончалась 24 января 2022 года на 63-м году жизни в Москве. Похоронена на Химкинском кладбище.

## Научная деятельность
Автор 307 статей, 14 книг, 170 докладов на конференциях, обладатель 2 патентов. Член редколлегии журнала, 2 членства в программных комитетах, член в диссертационном совете, 9 учебных курсов. Член Этнолингвистической комиссии при Международном комитете славистов. Была активным участником группы «Логический анализ языка» (Институт языкознания РАН). Занималась также лингвокриминалистикой, была автором журналов «Эксперт-криминалист» и «Судья». Список публикаций на eLIBRARY.RU — Фролова Ольга Евгеньевна.

## Научные труды

### Книги
- Организация пространства русского повествовательного художественного текста первой половины XIX века место издания Ин-т русского языка им. А. С. Пушкина М, 304 с. Москва, 2000 г.
- 1994 Русский язык для 10-11 классов средних общеобразовательных школ. (совместно с Гочева Е. Н., Радкова А. Д., Андреева С. В., Чернявская Т. Н.) место издания Просвета София, ISBN 954-01-0005-4, 209 с.
- 1991 Русский язык для 11-12 классов средних общеобразовательных школ (совместно с Гочева Е. Н., Радкова А. Д., Андреева С. В., Чернявская Т. Н.) место издания Просвета София (Болгария), 209 с.
- Мир, стоящий за текстом: референциальные механизмы пословицы, анекдота, волшебной сказки и авторского повествовательного художественного текста. М.: УРСС, 2007. 320 с.
- А. С. Пушкин в зеркале двух столетий. Мультимедиа энциклопедия.. — М., 1999 (в соавторстве с Э. Г. Азимовым и Е. Г. Ростовой) CD-ROM
- Портрет говорящего начала XXI века (в соавторстве с Мироновой Н. И., Байрамовой Ф. О., Крейчи С. А., Ерофеевой Е. В., Ерофеевой Т. И., Щенниковой Е. В.) Москва, 2016, Издательство Московского университета, 232 страниц, ISBN 978-5-19-011000-1-2
- Организация пространства русского повествовательного художественного текста первой половины XIX века. — М., 2000. — 304 с.
- Россия. Большой лингвострановедческий словарь / Под общ. ред. Ю. Е. Прохорова. М.: АСТ-ПРЕСС КНИГА, 2007. 736 с. (в соавторстве)

### Основные статьи
- Пословица и её отношение к действительности // Вестник МГУ. Сер. 9. Филология. 2005, № 4. — С. 125—132.
- Грамматика заглавия // Русская речь, 2006, № 5. — С. 49-57.
- Анекдот как отражение интересов пользователя // Интернет и фольклор: Сб. ст. Сост. А. В. Захаров. М.: ГРЦРФ, 2009. С. 117—130
- Пословица: ситуативность, синтаксис, референция // Вестник МГУ. Сер. 9. Филология. 2007, № 3. — С. 31-46.
- Переносные значения названий животных в толковых словарях // Русский язык в научном освещении. 2005, № 2 (10). — С.137-158.
- Визуальная специфика сетевого анекдота//Традиционная культура. 2007. № 3. — С. 30-36.
- Предметное имя в повествовательном художественном тексте // Слово. Грамматика. Речь. Вып. VII. Сб. статей. М.: МГУ, 2005.
- Антропоним в жестко структурированном тексте // Вопросы ономастики. 2005, № 2. — С. 36-44.
- Пошлый или вульгарный// Русский язык в научном освещении. 2003, № 1(5). — С. 106—123
- «История … просвечивает сквозь искусство» (Предлог сквозь в романе В. В. Набокова «Дар») // Русская речь, 2004, № 3. — С. 23-28.
- Норма и стереотипы // Русский язык сегодня. Вып. 4. Проблемы языковой нормы. Сб. статей / Ин-т рус. яз. им. В. В. Виноградова РАН. М.: 2006. — С. 571—581.
- Семантика ответственности// Europa und seine Werte. Akten der internationalen Arbeitstagung «Nomen- und Wertbegriffe in der Verstandigung zwischen Ost- und Westeuropa» 3./4. April 2008 in Lublin, Polen. / Hrsg. Jerzy Bartminski, Rosemarie Luhr / Frankfurt am Main, Peterlang. 2009. S.213-225.
- Природа абсурда в прозе Даниила Хармса. Русская речь. 2009. № 5. С. 33-40.
- Числовой код в загадке // Логический анализ языка. Числовой код в разных языках и культурах. М.: ЛЕНАНД, 2014. С. 500—507.
- Жанр анекдота как способ моделирования и конструирования действительности // Логический анализ языка. Информационная структура текстов разных жанров и эпох. М.: Гнозис, 2016. С. 161—170.
- Концепт ЕВРОПА в русской языковой картине мира // Leksykon aksjologiczny Słowian i ich sąsiadów. EUROPA. Т. 2. LublinOpole, 2018. С. 217—256.
- О требованиях к процедуре судебной экспертизы (взгляд лингвиста) // Эксперт-криминалист. 2020. № 4. С. 22-25.
- Речевая агрессия и реакция на неё. Русская речь. 2021. № 4. С. 45-60.
- Некорректное речевое воздействие: текст и метатекст. Филологические заметки. 2021. № 2. С. 63-76.